# Nekrolog 1656
Nekrolog
◄◄
| ◄
| 1652
| 1653
| 1654
| 1655
| 1656 | 1657 | 1658 | 1659 | 1660 | ► | ►►
Weitere Ereignisse | Allgemeiner Nekrolog 1656
Die Beschreibung der verstorbenen Person sollte so kurz wie möglich gehalten sein und nur deren signifikante Tätigkeit(en) enthalten.
Neue Namen ggf. auch unter dem Geburts- und Sterbedatum, also etwa unter 1. Januar und im Geburts- und Sterbejahr (2024) eintragen (nur bei entsprechender großer Wichtigkeit). Für Beispiele siehe die schon vorhandenen Artikel.
Außerdem über die fünf zuletzt Verstorbenen, zu denen es einen ausreichend guten Artikel für eine Präsentation auf der Hauptseite gibt, nach der todesbedingten Überarbeitung der Artikel ggf. auch unter Wikipedia Diskussion:Hauptseite informieren und sie am besten auch in den anderen Wikipedia-Sprachversionen eintragen. Tipp: Regelmäßig bei news.google.de nach „ist tot“, „gestorben“ oder „verstorben“ suchen.
Wenn eine Person gestorben ist, gibt es viele Seiten zu dieser Person in der Wikipedia, die davon auch betroffen sind und entsprechend aktualisiert werden müssen. Beispiele: Namenübersichtsseite, Geburtsjahr, Geburtsort-Seiten und viele mehr.
Wie finde ich die betroffenen Seiten?
Im Suchfeld auf der linken Seite gibt man den Suchbegriff so ein: „Vorname Nachname“. Dann klickt man auf Volltext und alle Seiten mit entsprechendem Suchtext werden aufgerufen. Hier sieht man dann schnell, wo auch das Todesjahr Sinn macht oder sogar ein Teil des Artikels angepasst werden muss. Auch hilft das „Werkzeug“ auf der linken Seite sehr gut, um solche Seiten aufzufinden: „Links auf diese Seite“. Somit ist die Wikipedia wieder aktuell in allen Bereichen! Hinweis: bei Eintragung der Kategorie „Gestorben JAHR“ wird der Missbrauchsfilter 49 ausgelöst, was jedoch nicht schlimm ist. Siehe: Spezial:Missbrauchsfilter/49
Dies ist eine Liste von im Jahr 1656 verstorbenen bekannten Persönlichkeiten. Die Einträge erfolgen innerhalb der einzelnen Daten alphabetisch sortiert. Tiere sind im Nekrolog für Tiere zu finden.

## Januar
| Tag        | Name                         | Beruf, bekannt als                                           | Alter | Beleg |
| ---------- | ---------------------------- | ------------------------------------------------------------ | ----- | ----- |
| 11. Januar | Hermann de Werve             | deutscher Theologe, Astrologe und Kalendermacher             | 71    |       |
| 16. Januar | Franciscus Chemnitz          | deutscher Mediziner                                          | 46    |       |
| 16. Januar | Roberto de Nobili            | Jesuit, Indienmissionar und Sprachwissenschaftler            | 78    |       |
| 16. Januar | Matthias von der Schulenburg | Oberhauptmann des Holzkreises, Landrat im Erzstift Magdeburg | 77    |       |
| 18. Januar | August                       | Herzog von Sachsen-Lauenburg (1619–1656)                     | 78    |       |
| 19. Januar | Kazimierz Lew Sapieha        | litauischer Politiker aus der Zeit Polen-Litauens            | 46    |       |
| 22. Januar | Thomas Franz                 | Fürst von Carignan und Graf von Soissons                     | 59    |       |
| 30. Januar | Pierdonato Cesi              | italienischer Kardinal                                       |       |       |
| 31. Januar | Arnold Amsinck               | Hamburger Kaufmann und Unternehmer                           |       |       |

## Februar
| Tag         | Name                                         | Beruf, bekannt als                                   | Alter | Beleg |
| ----------- | -------------------------------------------- | ---------------------------------------------------- | ----- | ----- |
| 1. Februar  | Rudolf von Drachenfels                       | deutscher Verwaltungsbeamter und Gelegenheitsdichter | 73    |       |
| 6. Februar  | Justus Feuerborn                             | deutscher lutherischer Theologe                      | 68    |       |
| 11. Februar | Reinhard Scheffer der Jüngste                | deutscher Jurist und Staatsmann                      | 65    |       |
| 16. Februar | Johann Klaj                                  | deutscher Dichter der Barockzeit                     |       |       |
| 19. Februar | Andrzej Abrek                                | polnischer Hochschullehrer                           |       |       |
| 21. Februar | Johann von Herold                            | deutscher Glockengießer                              |       |       |
| 26. Februar | Waldemar Christian zu Schleswig und Holstein | dänischer Graf zu Schleswig und Holstein             | 33    |       |
| 27. Februar | Johan van Heemskerk                          | niederländischer Autor                               |       |       |

## März
| Tag      | Name                             | Beruf, bekannt als                            | Alter | Beleg |
| -------- | -------------------------------- | --------------------------------------------- | ----- | ----- |
| 2. März  | Georg Ehrentreich von Burgsdorff | Brandenburger Militär, Gouverneur von Küstrin | 52    |       |
| 19. März | Georg Calixt                     | deutscher evangelischer Theologe              | 69    |       |
| 21. März | James Ussher                     | irischer anglikanischer Theologe              | 75    |       |

## April
| Tag       | Name                         | Beruf, bekannt als                                                                         | Alter | Beleg |
| --------- | ---------------------------- | ------------------------------------------------------------------------------------------ | ----- | ----- |
| 4. April  | Andreas Rivinus              | deutscher Philosoph, Literaturwissenschaftler und Mediziner                                | 54    |       |
| 5. April  | Johann Balthasar Schneider   | Gesandter des Heiligen Römischen Reiches beim Westfälischen Friedenskongress in Münster    | 43    |       |
| 7. April  | Krzysztof Arciszewski        | polnischer Adeliger und (ab 1637) Vize-Gouverneur und Admiral von Niederländisch-Brasilien | 63    |       |
| 9. April  | Calixtus Kern                | kursächsischer Bergbeamter                                                                 | 78    |       |
| 10. April | Johann Ulrich Pregizer I.    | deutscher Theologe und Hochschullehrer                                                     | 79    |       |
| 14. April | Martin Caselius              | deutscher lutherischer Theologe                                                            | 47    |       |
| 15. April | Johann Mehlbaum              | deutscher Rechtswissenschaftler                                                            | 44    |       |
| 16. April | Pawel von Kolomna            | russischer Geistlicher und Märtyrer                                                        |       |       |
| 19. April | Johannes Schöner der Jüngere | schottisch-deutscher Mediziner                                                             | 58    |       |
| 24. April | Thomas Finck                 | deutscher Mathematiker und Mediziner                                                       | 95    |       |
| 27. April | Jan van Goyen                | holländischer Landschaftsmaler                                                             | 60    |       |
| 27. April | Gerrit van Honthorst         | niederländischer Maler                                                                     | 63    |       |
| April     | Wirich von Bernsau           | klevischer Staatsmann                                                                      | 74    |       |

## Mai
| Tag     | Name                          | Beruf, bekannt als                      | Alter | Beleg |
| ------- | ----------------------------- | --------------------------------------- | ----- | ----- |
| 1. Mai  | Domenico Cecchini             | italienischer Kardinal                  | 67    |       |
| 1. Mai  | Carlo Contarini               | 100. Doge von Venedig                   | 75    |       |
| 8. Mai  | Johann Dietrich von Rosenbach | Oberamtmann in Königstein               | 75    |       |
| 17. Mai | Dirck Hals                    | niederländischer Maler                  |       |       |
| 19. Mai | Christian Julius von Hoym     | Erbkämmerer des Fürstentums Halberstadt | 70    |       |
| 23. Mai | Andreas Rauch                 | österreichischer Komponist des Barock   |       |       |

## Juni
| Tag      | Name                    | Beruf, bekannt als                                            | Alter | Beleg |
| -------- | ----------------------- | ------------------------------------------------------------- | ----- | ----- |
| 5. Juni  | Francesco Corner        | Doge von Venedig                                              |       |       |
| 6. Juni  | Jacobus Polius          | erster Dürener Geschichtsschreiber                            |       |       |
| 6. Juni  | Charles de Schomberg    | französischer Militärführer                                   | 55    |       |
| 17. Juni | Martin Gosky            | deutscher Mediziner und Dichter                               |       |       |
| 19. Juni | Hempo von dem Knesebeck | altmärkischer Landeshauptmann                                 | 61    |       |
| 26. Juni | Lorenzo Marcello        | venezianischer Admiral                                        |       |       |
| Juni     | Velten Muhly            | deutscher Metzger und Kommandant der Bürgerwehr in Ziegenhain |       |       |

## Juli
| Tag      | Name                          | Beruf, bekannt als                                                                       | Alter | Beleg |
| -------- | ----------------------------- | ---------------------------------------------------------------------------------------- | ----- | ----- |
| 8. Juli  | Alexander van der Capellen    | niederländischer Politiker                                                               |       |       |
| 15. Juli | Marco Aurelio Severino        | italienischer Anatom und Chirurg                                                         | 75    |       |
| 20. Juli | Giovanni Battista Mascolo     | Jesuit                                                                                   | 73    |       |
| 22. Juli | Andreas Ramdohr               | deutscher Jurist und Syndikus der Stadt Braunschweig                                     | 43    |       |
| 23. Juli | Nicolaus Henel von Hennenfeld | deutscher Biograf, Chronist und Historiker                                               | 74    |       |
| 24. Juli | Alexander Erskein             | schwedischer Diplomat, Hofgerichtspräsident, Präsident der Herzogtümer Bremen und Verden | 57    |       |
| 27. Juli | Salomo Glassius               | deutscher lutherischer Theologe                                                          | 63    |       |
| 29. Juli | Andrea Falconiero             | italienischer Barock-Komponist                                                           |       |       |

## August
| Tag        | Name                          | Beruf, bekannt als                                                     | Alter | Beleg |
| ---------- | ----------------------------- | ---------------------------------------------------------------------- | ----- | ----- |
| 3. August  | Giangiacomo Teodoro Trivulzio | italienischer Geistlicher, Politiker und Kardinal der Römischen Kirche |       |       |
| 7. August  | Prasat Thong                  | König von Ayutthaya in Siam                                            |       |       |
| 8. August  | Chai                          | König von Ayutthaya in Siam                                            |       |       |
| 8. August  | Salomon Koninck               | niederländischer Maler und Radierer                                    |       |       |
| 11. August | Ottavio Piccolomini           | italienischer Adliger, General im Dreißigjährigen Krieg                | 56    |       |
| 24. August | Aegidius Gelenius             | Kölner Historiograph                                                   | 61    |       |
| August     | Ludovico Serristori           | italienischer Geistlicher und Bischof von Cortona                      |       |       |

## September
| Tag           | Name                            | Beruf, bekannt als                                                              | Alter | Beleg |
| ------------- | ------------------------------- | ------------------------------------------------------------------------------- | ----- | ----- |
| 4. September  | Petrus Lucius                   | deutscher Buchdrucker                                                           | 66    |       |
| 13. September | Anna Willemsdochter van der Aar | niederländische Unterstützerin der Remonstranten                                |       |       |
| 21. September | Christian II.                   | Fürst von Anhalt-Bernburg (1630–1656)                                           | 57    |       |
| 27. September | Johann Ludwig von Kuefstein     | Diplomat und Romanübersetzer der Barockzeit, Landeshauptmann von Oberösterreich |       |       |
| 30. September | Nicolò Crasso                   | venezianischer Literat                                                          | 71    |       |
| September     | Giovanni Giacomo Porro          | italienischer Komponist, Kapellmeister und Organist                             |       |       |

## Oktober
| Tag         | Name                      | Beruf, bekannt als                                               | Alter | Beleg |
| ----------- | ------------------------- | ---------------------------------------------------------------- | ----- | ----- |
| 1. Oktober  | Johann Praetorius         | deutscher Pädagoge                                               | 62    |       |
| 8. Oktober  | Johann Georg I.           | Kurfürst von Sachsen aus dem Hause Wettin (albertinische Linie)  | 71    |       |
| 8. Oktober  | Johann Wissel             | deutscher Rechtswissenschaftler und braunschweigischer Politiker | 72    |       |
| 18. Oktober | Gerta die Boltin          | Opfer der Hexenprozesse in Canstein (Marsberg)                   |       |       |
| 18. Oktober | Susanne Weber             | Bürgersfrau, Opfer der Hexenverfolgungen in Bad Wildungen        |       |       |
| 23. Oktober | Erik Axelsson Oxenstierna | schwedischer Reichskanzler                                       | 32    |       |
| 25. Oktober | Francesco Quaresmio       | Franziskaner und Orientalist und                                 | 73    |       |

## November
| Tag          | Name                     | Beruf, bekannt als                                                               | Alter | Beleg |
| ------------ | ------------------------ | -------------------------------------------------------------------------------- | ----- | ----- |
| 2. November  | Orazio Farnese           | venezianischer General                                                           | 20    |       |
| 6. November  | Johann IV.               | König von Portugal                                                               | 52    |       |
| 6. November  | Jean-Baptiste Morin      | französischer Astrologe, Mathematiker und Astronom                               | 73    |       |
| 8. November  | Justus von Gebhard       | Jurist und Gesandter Kaiser Ferdinand II                                         |       |       |
| 17. November | Jacques Dupuy            | französischer Humanist                                                           |       |       |
| 29. November | Gustaf Adolf Lewenhaupt  | Graf von Raseborg und Falkenstein sowie schwedischer Reichsrat und Feldmarschall | 37    |       |
| 30. November | Johann Franz von Schönau | Fürstbischof von Basel                                                           | 37    |       |
| November     | Suthammaracha            | König von Ayutthaya in Siam                                                      |       |       |

## Dezember
| Tag          | Name                        | Beruf, bekannt als                                                    | Alter | Beleg |
| ------------ | --------------------------- | --------------------------------------------------------------------- | ----- | ----- |
| 11. Dezember | Johann Rudolf Saltzmann     | Straßburger Mediziner und Hochschullehrer                             | 82    |       |
| 13. Dezember | Konrad Balthasar Pichtel    | Jurist und Hofbeamter                                                 | 51    |       |
| 15. Dezember | Hinrich Balemann            | deutscher Jurist und Ratssekretär der Hansestadt Lübeck               | 47    |       |
| 20. Dezember | David Beck                  | niederländischer Portraitmaler                                        | 35    |       |
| 25. Dezember | Klara Staiger               | Augustiner-Chorfrau und Priorin des Klosters Marienstein zu Eichstätt | 68    |       |
| 26. Dezember | Bogislaus Philipp Michaelis | königlich-schwedischer Hofrat                                         | 50    |       |
| 27. Dezember | Andrew White                | englischer Jesuit und Indianermissionar                               |       |       |
| 28. Dezember | Laurent de La Hyre          | französischer Maler des Barock                                        | 50    |       |

## Datum unbekannt
| Tag           | Name                                | Beruf, bekannt als                                                     | Alter  | Beleg |
| ------------- | ----------------------------------- | ---------------------------------------------------------------------- | ------ | ----- |
|               | Artus Auxcousteaux                  | französischer Komponist                                                |        |       |
|               | Paul Biberstein                     | württembergischer evangelischer Theologe                               |        |       |
|               | Gerrit Bleker                       | niederländischer Maler                                                 |        |       |
|               | Bernardo Cavallino                  | italienischer Barockmaler                                              |        |       |
|               | Geertje Dircx                       | zeitweilige Lebensgefährtin des Malers Rembrandt van Rijn              |        |       |
|               | Dragpa Gyeltshen                    | letzter der Zimkhang Gongma-Trülkus                                    |        |       |
| nach 14. Juli | Aniello Falcone                     | italienischer Maler                                                    | ~48/49 |       |
|               | Francesco Fracanzano                | italienischer Maler des Naturalismus in der Barockzeit                 |        |       |
|               | Francisco de la Fuente y Villalobos | spanischer Soldat und Gouverneur von Chile                             |        |       |
|               | Thomas Gage                         | englischer Geistlicher und Schriftsteller                              |        |       |
|               | Jure Grando                         | istrischer Bauer und angeblicher Vampir                                |        |       |
|               | John Hales                          | englischer Theologe und Wissenschaftler                                |        |       |
|               | John Hall                           | englischer Schriftsteller, politischer Pamphletist und Dichter         |        |       |
|               | Francisco de Herrera der Ältere     | spanischer Maler                                                       |        |       |
|               | Georg Kühlewein                     | Bürgermeister von Magdeburg                                            |        |       |
|               | Raffaello Magiotti                  | italienischer Physiker, Mathematiker und Astronom                      |        |       |
|               | Meister der Winterlandschaften      | niederländischer oder flämischer Maler                                 |        |       |
|               | Antoine Le Métel d’Ouville          | französischer Dramatiker                                               |        |       |
|               | Michelangelo Rossi                  | italienischer Barockkomponist, Violinist und Organist                  |        |       |
|               | Giovanni Battista Seni              | italienischer Astrologe                                                |        |       |
|               | Mijat Tomić                         | kroatischer Hajduk                                                     |        |       |
|               | Thomas Tomkins                      | britischer Komponist                                                   |        |       |
|               | Francesco Turini                    | italienischer Komponist und Organist                                   |        |       |
|               | Peter Vehr                          | deutscher Theologe und Pädagoge                                        |        |       |
|               | Antione de Ville                    | französischer Festungsbaumeister                                       |        |       |
|               | Heinrich Vollers                    | Bauer, Organist und einer der ersten Chronisten des Oldenburger Landes |        |       |
|               | Władysław Dominik Zasławski         | Fürst, Großgrundbesitzer und Kronstallmeister                          |        |       |